# Ariane (De Chirico)
Pour les articles homonymes, voir Ariane.
Ariane est une peinture réalisée en 1913 par l'artiste gréco-italien Giorgio de Chirico. Réalisée à l'huile et au graphite sur toile, la peinture représente la figure mythique d'Ariane en train de dormir sur une place publique vide ; c'est en référence au mythe qui a donné naissance au personnage, dans lequel Ariane est abandonnée sur Naxos par son amant Thésée. Selon des sources fournies par le Metropolitan Museum of Art, cela reflète les sentiments personnels d'isolement de Chirico après son déménagement à Paris en 1911.
La peinture, actuellement dans la collection du Metropolitan Museum of Art, a été donnée au musée dans le cadre du legs de Florene Schoenborn en 1995.

## Voir également
- La Récompense du devin, une autre peinture de Chirico qui représente également Ariane.